# Breitkopf & Härtel
Breitkopf & Härtel is de oudste uitgeverij van klassieke muziek ter wereld. De hoofdvestiging is in Wiesbaden en nevenvestigingen bestaan in Leipzig en Parijs. Ook de Deutsche Verlag für Musik en Musica Rara te Monteux behoren bij het bedrijf.

## Geschiedenis

### 1719 – 1799
De zaak is gesticht op 27 januari 1719 door Bernhard Christoph Breitkopf (1695-1777). Hij behoorde tot de drukkersfamilie Müller die te Leipzig al 200 jaar een drukkerij bedreef. In 1732 kocht Breitkopf de vervallen herberg Goldener Bär waarin hij de uitgeverij huisvestte. Het huidige wapenschild van de uitgeverij is nog afkomstig van deze herberg.
Hij begon met het uitgeven van wetenschappelijke werken, vooral theologie, maar ook dichtbundels van Johann Christoph Gottsched. Tegelijk begon hij muziek uit te geven: in 1736 verscheen „Schemellis Gesangbuch“, waaraan Bach had meegewerkt. Vanaf 1740 verschenen er diverse drukken van het liederboek Singende Muse an der Pleisse van Sperontes. In 1762 kwam Breitkopfs zoon Johann Gottlob Immanuel (1719-1794) in de zaak. Hij verbeterde de techniek om noten te drukken met losse letters. Vanaf 1756 gaf hij zo goed als alle Duitstalige componisten uit: Bach en zijn zonen, Joseph Haydn, Leopold Mozart, Johann Joachim Quantz, Carl Stamitz en Georg Philipp Telemann. In de periode 1762 - 1787 begon hij met een systematische nummering van de werken die hij uitgaf. Toen de jonge Goethe in 1765 naar Leipzig kwam, sloot hij vriendschap met de beide zonen Bernhard Theodor (1749 - na 1810) en Christoph Gottlob Breitkopf (1750 - 1800). Bernhard Theodor zette de eerste gedichten van Goethe op muziek en deze werden in 1770 anoniem gedrukt. In 1794 nam Christoph Gottlob Breitkopf de leiding over. Na financiële moeilijkheden ging hij in 1795 samen met Gottfried Christoph Härtel (1763-1827). Vanaf 1796 heette de uitgeverij 'Breitkopf & Härtel'. In 1798 begon Härtel het eerste muziektijdschrift Allgemeine musikalische Zeitung. Vanaf 1798 verscheen in 16 delen Œuvres complettes van Mozart. Een tweede Œuvres-volgde in 1799 met de werken van Joseph Haydn.

### 1800 – 1899
Na de dood van Breitkopf nam Härtel in 1800 de zaak over. Hij begon samenwerking met Beethoven. In 1807 begon Härtel met Pianoforte - en dat liep tot 1872. In. 1832 nam Raymund Härtel (1810-1888), de jongste zoon van Gottfried Christoph Härtel, de zaak over. Hij gaf werken uit van Felix Mendelssohn Bartholdy, Robert Schumann, Franz Liszt en Richard Wagner. In 1833 begon de uitgeverij met Frédéric Chopin. Twee jaar later kwam Raymunds broer Hermann Härtel (1803-1875) aan de leiding. Robert Schumann maakte hem in 1853 opmerkzaam op Johannes Brahms. In 1851 verscheen de eerste uitgave met alle werken van Bach. Daarna volgden Händel (1858-1902), Beethoven (1862-1865), Mendelssohn (1874-1877), Mozart (1877-1893), Schumann (1879-1893), Franz Schubert (1884-1897) en Hector Berlioz (1900-1907). De hoofdactiviteit bestond evenwel uit literatuur: 108 drukken tegenover 14 in 1869. In 1867 vertrok Breitkopf & Härtel van de Gouden Beer naar het huidige gebouw. Na de dood van Hermann Härtel in 1875 en het pensioen van Raymund Härtel in 1880 namen zijn neven Wilhelm Volkmann en Oskar von Hase (1846-1921) de zaak over. In 1885 werd een koorbibliotheek ingesteld. In 1890 volgde een orkestbibliotheek, in 1893 een partituurbibliotheek en in 1898 een bibliotheek voor kamermuziek.

### 1900-nu
Vanaf 1910 gaf Breitkopf & Härtel Jean Sibelius uit. Voor de Eerste Wereldoorlog had de uitgeverij 1000 medewerkers. In 1896 was Ludwig Volkmann (1870-1947) aandeelhouder geworden. In 1919 werd Hellmuth von Hase (1891-1979) directeur. Tot 1927 gaven ze in 26 delen al het werk van Brahms uit. In de nacht van 3 op 4 december 1943 werd het gebouw zwaar beschadigd. In 1945 vluchtte Hellmuth von Hase naar Wiesbaden. In 1951 verkochten ze handschriften. In 1952 werd Von Hase in de DDR bij verstek veroordeeld en werd wat in Leipzig overbleef onteigend. In 1954 begon de volledige uitgave van Max Reger, van 1959-1971 volgde die van Beethoven. In 1953 namen Joachim Volkmann (*1926) en in 1962 Lieselotte Sievers (*1928) de leiding. In 1967 trok de uitgeverij in het huidige gebouw. Tijdens de economische crisis van 1976 stapte Joachim Volkmann uit het bedrijf, hij werd in 1979 vervangen door Gottfried Möckel (1926-2009). In 1971 werd een onderafdeling Taunusstein opgericht. In 1991 kregen ze het onteigende deel te Leipzig terug. De volledige naam luidt nu Breitkopf & Härtel – Wiesbaden, Leipzig, Paris.

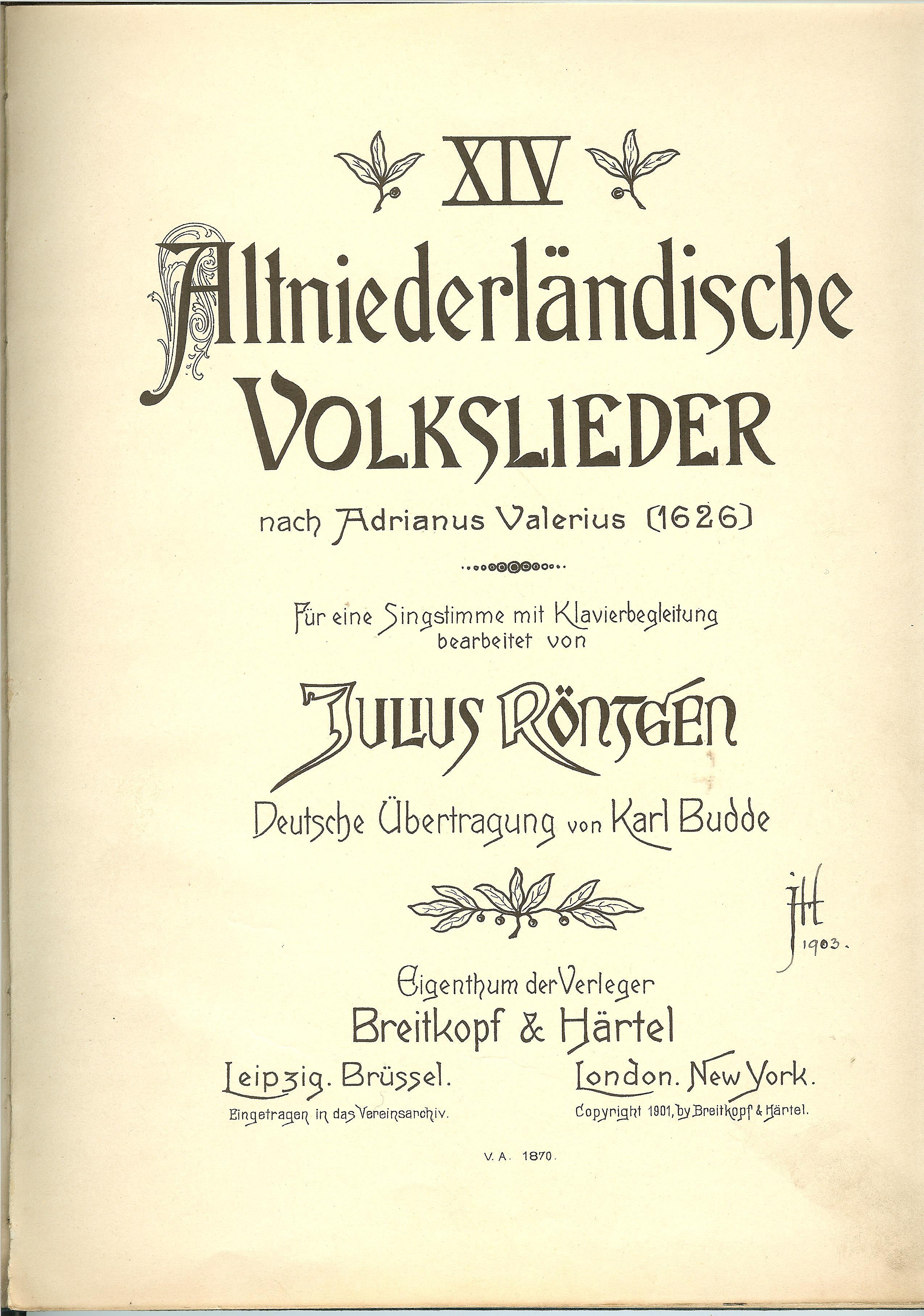
Titelpagina van XIV Oude Nederlandse Folk Songs van Adriaen Valerius (1626) door Julius Röntgen en Karl Budde. Eigendom van de uitgevers Breitkopf & Härtel.